# Шаховской, Григорий Фёдорович
Князь Григорий Фёдорович Шаховской  — московский дворянин и воевода в Смутное время и во времена правления Михаила Фёдоровича и Алексея Михайловича.
Из княжеского рода Шаховские. Младший сын князя Фёдора Ивановича Шаховского по прозванию "Долгой", упомянутым в 1631 году стольником патриарха Филарета, а в 1634 году царским стольником. Имел братьев, князей: московского дворянина Василия Фёдоровича по прозванию "Ворон", окладчика Дементия Фёдоровича и воеводу Андрея Фёдоровича.

## Биография
В 1606 году записан новиком первой статьи. В 1617 году показан в дворянах Торопецкой и Холмской десятни. В 1627 году воевода в Шуе. В 1627-1658 годах в Боярской книге записан московским дворянином. В 1630 году воевода в Венёве. В 1641-1643 годах осадный воевода в Рязани. В 1644-1647 годах воевода во Ржеве.
По родословной росписи показан бездетным.